# Atles eòlic

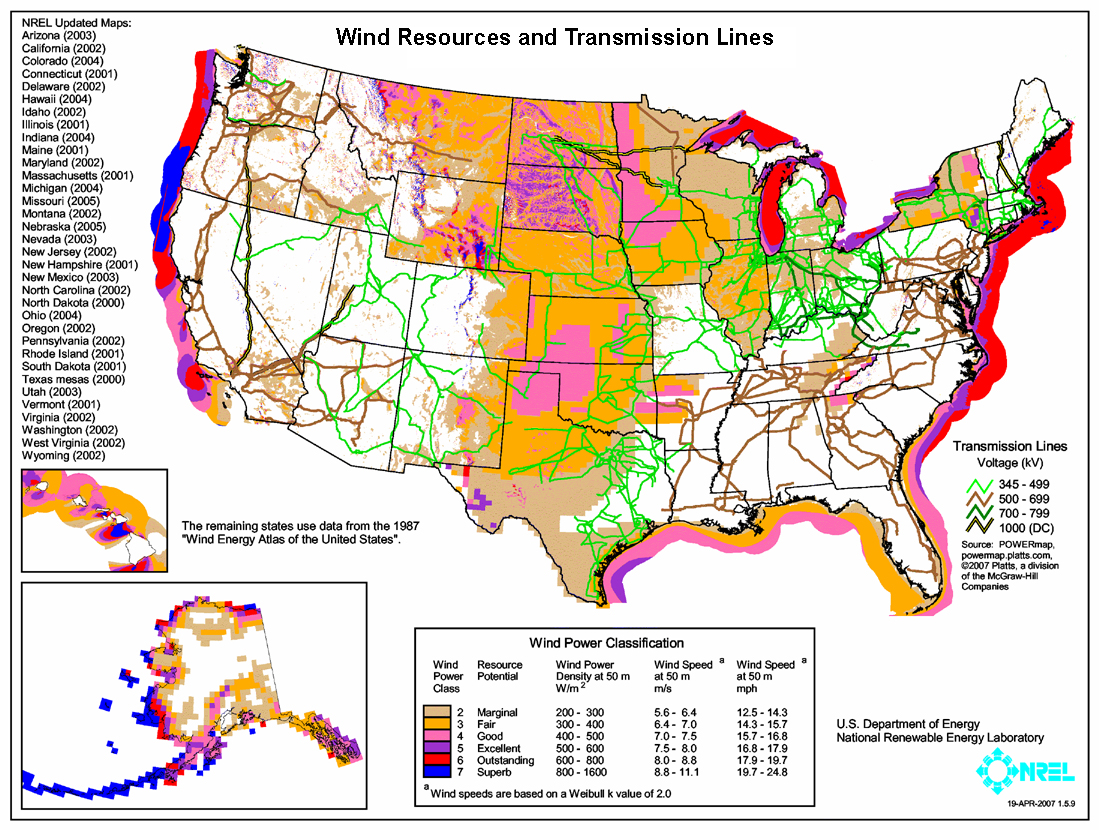
Mapa de l'energia eòlica disponible als Estats Units. Els codis de color indiquen la classe de densitat d'energia eòlica.

Un atles eòlic conté dades sobre la velocitat i la direcció del vent en una regió. Aquestes dades inclouen mapes, però també sèries temporals o taules de freqüències. Un atles eòlic climatològic cobreix les mitjanes horàries a una alçada estàndard (10 metres) sobre períodes encara més llargs (30 anys). Tanmateix, hi variacions en el temps, alçada i període segons l'aplicació.
Es fa servir un atles eòlic per pre-seleccionar localitats per parcs eòlics. Les dades necessàries inclouen la mitjana del vent sobre 10 minuts a alçades d'entre 30 i 100 metres al llarg d'un període d'entre 10 i 20 anys.
Hi ha almenys un atles eòlic que cobreix el món sencer, i altres cobreixen els països EU12 i les regions davant de les costes europees. També s'ha creat un atles eòlic per molts països o regions.